# Województwo jeleniogórskie
Województwo jeleniogórskie – województwo w latach 1975–1998. Powstało na podstawie reformy podziału administracyjnego Polski dokonanego przez władze PRL. Stolicą województwa była Jelenia Góra.
Województwo było położone na południowo-zachodnim krańcu Polski. Graniczyło z trzema województwami:
- województwem zielonogórskim (na północy)
- województwem legnickim (na północnym wschodzie)
- województwem wałbrzyskim (na wschodzie).

Poza tym województwo jeleniogórskie graniczyło na południu z Czechosłowacją do 1992 r., później z Czechami oraz z NRD do 1990 r., później z RFN. Po reformie w 1999 r. podziału administracyjnego województwo zostało w całości włączone do województwa dolnośląskiego.

## Urzędy rejonowe
- Urząd Rejonowy w Bolesławcu dla gmin: Bolesławiec, Lwówek Śląski, Nowogrodziec, Osiecznica i Węgliniec oraz miasta Bolesławiec
- Urząd Rejonowy w Jeleniej Górze dla gmin: Bolków, Janowice Wielkie, Jeżów Sudecki, Kamienna Góra, Lubawka, Marciszów, Mirsk, Mysłakowice, Podgórzyn, Stara Kamienica, Świerzawa i Wleń oraz miast: Jelenia Góra, Kamienna Góra, Karpacz, Kowary, Piechowice, Szklarska Poręba, Świeradów-Zdrój i Wojcieszów
- Urząd Rejonowy w Lubaniu dla gmin: Bogatynia, Gryfów Śląski, Leśna, Lubań, Lubomierz, Olszyna, Platerówka, Pieńsk, Siekierczyn, Sulików i Zgorzelec oraz miast: Lubań, Zawidów i Zgorzelec

### Miasta
Ludność 31.12.1998
- Jelenia Góra – 93 901
- Bolesławiec – 44 026
- Zgorzelec – 36 341
- Lubań – 24 339
- Kamienna Góra – 23 123
- Bogatynia – 20 346
- Kowary – 12 875
- Lwówek Śląski – 9000
- Gryfów Śląski – 7100
- Szklarska Poręba – 7000
- Piechowice – 6500
- Lubawka – 6400
- Pieńsk – 5800
- Bolków – 5300
- Karpacz – 5000
- Świeradów-Zdrój – 5000
- Leśna – 4700
- Zawidów – 4400
- Mirsk – 4100
- Nowogrodziec – 4000
- Wojcieszów – 4000
- Węgliniec – 3000
- Świerzawa – 2400
- Wleń – 1900
- Lubomierz – 1800

### Ludność w latach
| Rok                    | Liczba mieszkańców |
| ---------------------- | ------------------ |
| 1975 (31 grudnia)      | 486,5 tys.         |
| 1976 (31 grudnia)      | 488,9 tys.         |
| 1977 (31 grudnia)      | 490,5 tys.         |
| 1978 (spis powszechny) | 487 977            |
| 1978 (31 grudnia)      | 488,1 tys.         |
| 1979 (31 grudnia)      | 490,1 tys.         |
| 1980 (31 grudnia)      | 492,6 tys.         |
| 1983 (31 grudnia)      | 503,6 tys.         |
| 1985 (31 grudnia)      | 510,3 tys.         |
| 1986                   | 512,2 tys.         |
| 1987                   | 513,8 tys.         |
| 1988                   | 514,5 tys.         |
| 1989 (31 grudnia)      | 517 tys.           |
| 1990 (30 czerwca)      | 517,3 tys.         |
| 1990 (31 grudnia)      | 517,9 tys.         |
| 1991 (31 grudnia)      | 518,6 tys.         |
| 1992 (31 grudnia)      | 522 tys.           |
| 1993 (30 czerwca)      | 522,2 tys.         |
| 1994 (31 grudnia)      | 524,2 tys.         |
| 1995 (30 czerwca)      | 524,2 tys.         |
| 1995 (31 grudnia)      | 524,5 tys.         |
| 1997 (31 grudnia)      | 523,9 tys.         |